# 黄泥彝族苗族满族乡
黄泥彝族苗族满族乡是中华人民共和国贵州省毕节市大方县下辖的一个民族乡。

## 行政区划
黄泥彝族苗族满族乡下辖以下村级行政区划单位：
桃元村、槽门村、石丫村、龙塘村、小坡村、戛木村、大堰村和坝子村。